# 山田美加子
山田 美加子（やまだ みかこ、旧姓：宝久〈ほうきゅう〉、1958年10月16日 - ）は、日本のモデル、ビューティーアドバイザー。沖縄県出身。身長170cm。

## 人物
沖縄県出身。19歳の誕生日を迎える直前、第21回ミス東京コンテスト（1977）で準優勝。（2位：中村恵理子、宝久美加子、1位：江原利枝の順で発表された。）
故郷沖縄へ戻った後、22歳で初代ミス沖縄に選出された。
ブライダル＆ビューティーサービス会社：グレイシャスの専属モデル、ミス・ユニバース・ジャパンスクール沖縄校の校長として活動した。
長女は女優の山田優、長男は元タレントの山田親太朗、次男は声優の山田親之條であり、親之條は親太朗と共に東京の高校に通っていた。娘婿は俳優の小栗旬、義理の娘は元アイドルの渡邉幸愛。

## 著書
- 美しきエイジング（2009年6月11日、ワニブックス、ISBN 978-4847018428）
- 子どもを美人に育てる35のレッスン（2011年8月26日、泰文堂、ISBN 978-4803002720）